# Mammillaria haageana
Mammillaria haageana es una especie perteneciente a la familia Cactaceae. Es originaria de  México. Su hábitat natural son los áridos desiertos.

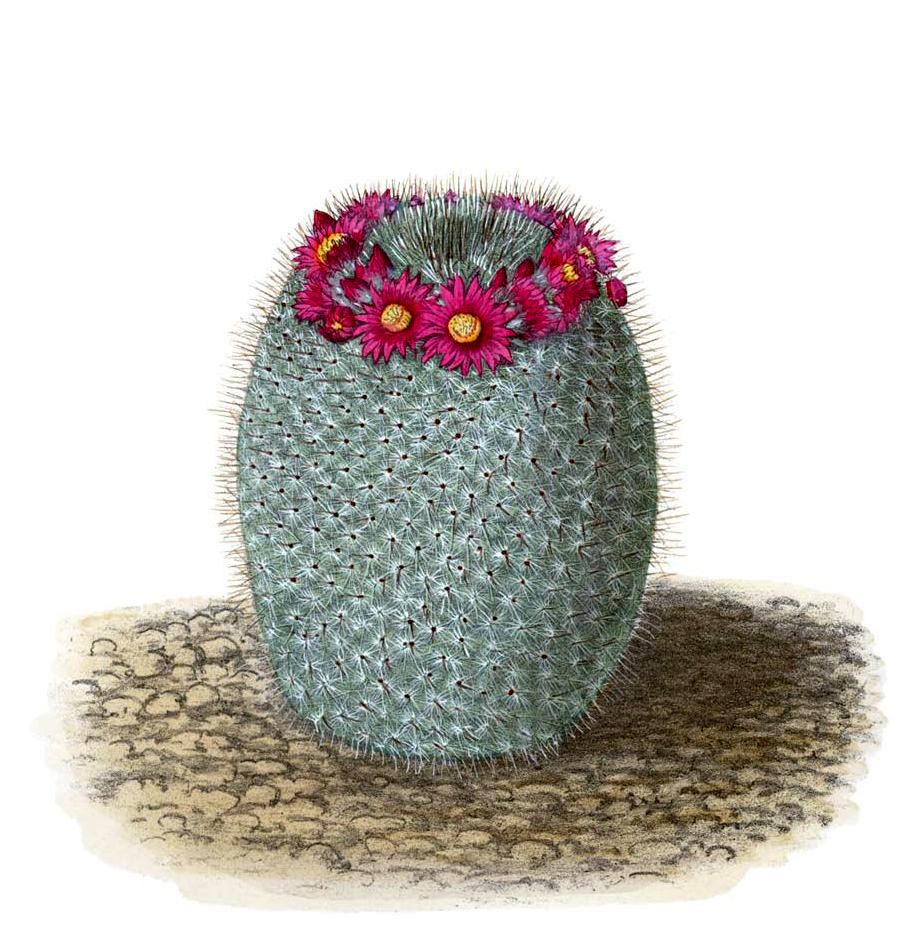
Detalle de planta en flor

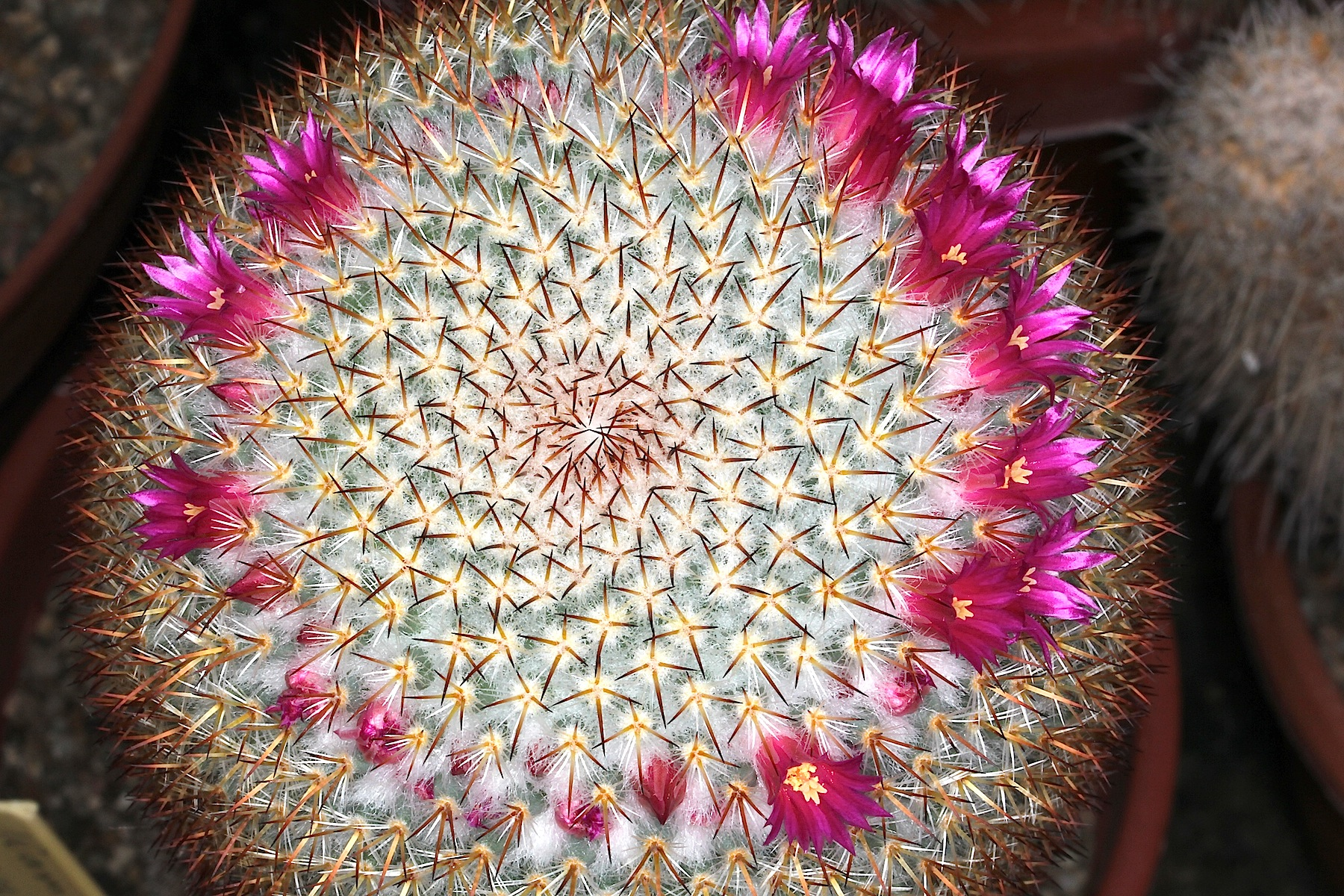
Vistos por arriba

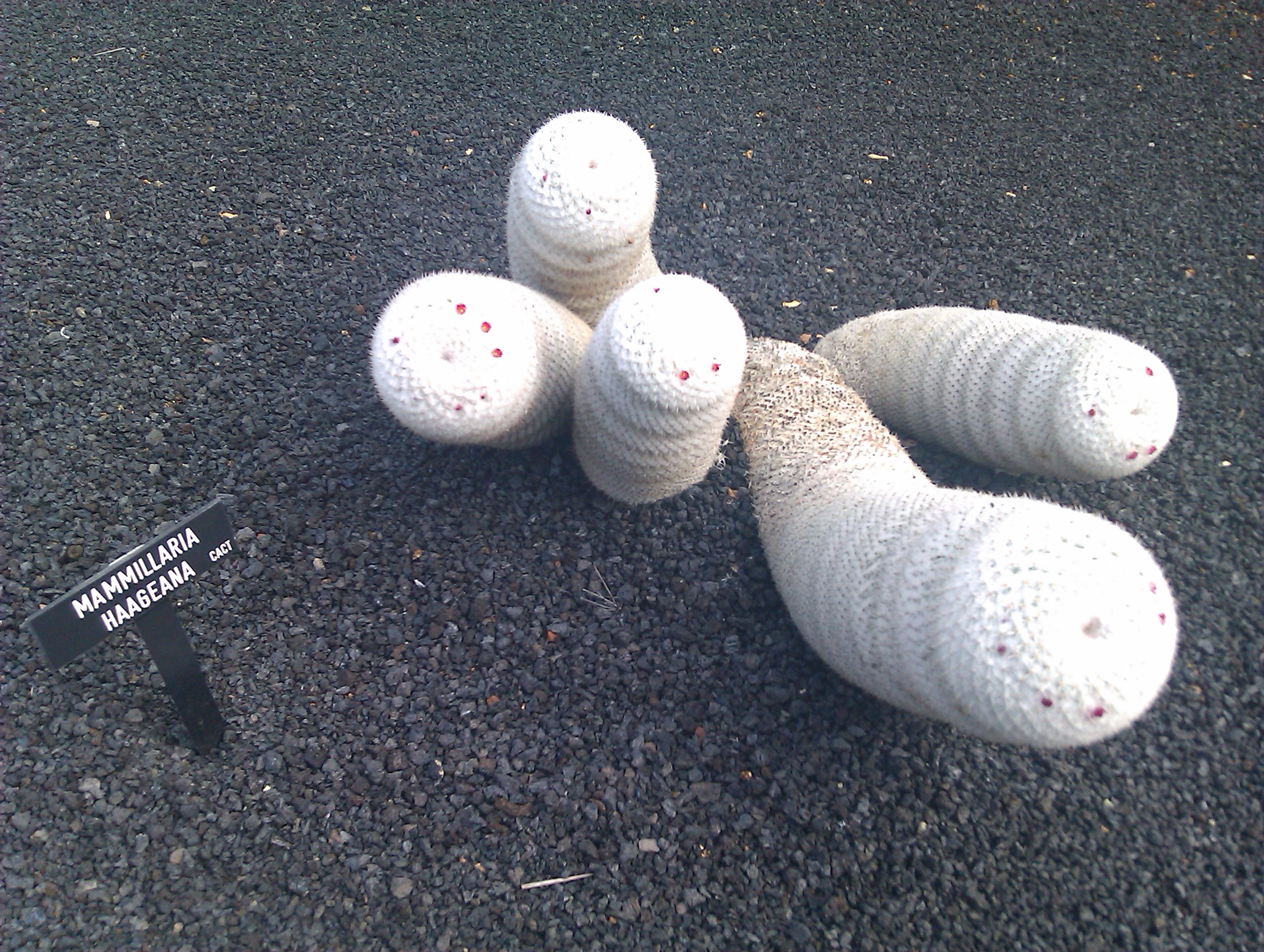
Formando un grupo

## Descripción
Es una planta perenne carnosa y globosa  que suele crecer solitaria. Es esférica a cilíndrica, de color verde glauco y alcanza un tamaño de hasta 15 cm de alto y de 4 a 11 centímetros de diámetro. Las areolas son pequeñas, basales y sin látex. Tiene 1 a 4  espinas centrales , por lo general dos, son muy delgadas, de color negro y rojizo, rectas o ligeramente dobladas, de 0,6 a 1 centímetro de longitud. Las 18-30 espinas radiales son suaves, blancas, radiantes, y de 3-6 milímetros de largo. Las flores de color morado oscuro, o rosa, miden hasta 1 cm de largo y de 1 a 2,2 centímetros de diámetro. Los frutos son de color rojo. Contienen semillas marrones.

## Distribución
Mammillaria haageana se encuentra  en los estados mexicanos de Veracruz, Puebla, México, Morelos, Oaxaca y  en la Ciudad de México.

## Taxonomía
Mammillaria haageana fue descrita por Ludwig Karl Georg Pfeiffer y publicado en Allgemeine Gartenzeitung 4: 257, en el año 1836.
Etimología
Mammillaria: nombre genérico que fue descrita por vez primera por Carolus Linnaeus como Cactus mammillaris en 1753, nombre derivado del latín mammilla = tubérculo, en alusión a los tubérculos que son una de las características del género.
El epíteto de la especie heyderi fue nombrado en honor del botánico alemán y el jardinero Friedrich Adolph Haage de Erfurt.
Sinonimia
- Mammillaria dyckiana
- Mammillaria kunthii
- Mammillaria meissneri
- Mammillaria dealbata
- Mammillaria donatii
- Mammillaria collina
- Mammillaria conspicua
- Mammillaria vaupelii
- Mammillaria elegans
- Mammillaria albidula
- Mammillaria san-angelensis
- Mammillaria acultzingensis[4]